# Azogues
Azogues – miasto w Ekwadorze, stolica Prowincji Cañar. Liczy ok. 38,5 tys. mieszkańców. Azogues jest znane z kapeluszy Panama, produkowanych głównie na eksport.
W mieście rozwinął się przemysł cementowy oraz odzieżowy. Ośrodek górniczy oraz handlowy regionu rolniczego.